# Cry On
《Cry On》是霧行者和Cavia开发于Xbox 360平台，被取消制作的動作角色扮演遊戲。霧行者的创始人坂口博信担任联合制作人和编剧，角色由曾参与制作龙背上的骑兵系列的藤坂公彦设计，2007年后由楠木学重新设计，作曲家植松伸夫也参与了该项目。
游戏以“泪”为主题。故事情节发生在类似于中世纪的奇幻世界，在那里人类开始利用名叫博格尔（ボグル，Bogle）的生物进行战争。剧情将跟随主角莎莉和她的伙伴——一名会说人类语言的博格尔。游戏玩法和剧情的设计旨在唤起玩家的情感，坂口曾尝试为每种游戏风格采用不同的控制方案。
2005年，在出版商AQ Interactive成立后不久，宣布将《Cry On》作为几款次世代游戏之一。它的预算为10亿日元，预计制作时间长达2年。在媒体长期沉默之后，AQ Interactive于2008年宣布取消制作《Cry On》，原因是当前和预测的市场状况。多家媒体对游戏的取消表示失望。坂口在他后来的作品《特拉之战》中重新使用了本游戏设计，并在2014年分享了本游戏最初的概念预告片。坂口、藤坂和植松后来合作开发了《夢幻終章》。

## 剧情与玩法

主角莎莉的早期概念艺术

《Cry On》是一款动作角色扮演游戏，设定在以中世纪为背景的奇幻世界。故事将围绕着人类和被称为博格尔（ボグル，Bogle）的微小生物之间的关系展开。博格尔曾经是与人类一起生活的强大巨人，但如今已经变成了微小的生物，被人们放在屋顶上用作保护符。后来，人类试图将博格尔恢复成巨人以用于战争。玩家将扮演一名有能力将博格尔恢复成巨人的少女——莎莉，一只会讲人类语言的小博格尔陪伴着她。游戏中玩家将进行翻山越岭、爬树等一名少女难以进行的活动。当玩家收集了特定的物品，博格尔就会变成巨人，并把莎莉放在他的肩膀上。随着剧情的发展，玩家控制的角色会在莎莉和博格尔之间切换。当玩家扮演莎莉时，游戏将更加注重解谜和角色扮演，因为坂口不想让莎莉回家；当玩家使用博格尔时，才会出现动作元素。

## 制作
《Cry On》由霧行者和Cavia共同开发于Xbox 360平台，由AQ Interactive发行。霧行者是于2004年成立的新工作室，开发多款Xbox 360游戏，包括《藍龍》和《失落的奧德賽》，而Cavia则以龙背上的骑兵系列闻名。霧行者的创始人坂口博信因其在最終幻想系列中的工作而闻名，担任本作联合制作人和剧情编剧。第二位制作人是岩崎卓也，他曾在最初的《誓血龍騎士》中担任线路制作人。人物由《誓血龍騎士》的艺术家藤坂公彦设计，音乐由与坂口经常合作的植松伸夫创作。植松受到游戏主题的启发，表示将创作温暖人心的音乐。
本作是坂口第一次创作动作角色扮演游戏。他估计制作需要1.5到2年的时间。AQ Interactive分配的预算为10亿日元（相当于当时的850万美元）。根据后来一位参与游戏的艺术家的声明，当时还在开发PlayStation 3版本。《Cry On》与《蓝龙》和《失落的奥德赛》同步开发，坂口称团队承受着同时制作多个大型项目的工作压力。
在谈到游戏性时，岩崎表示他的目标是将坂口的RPG知识与Cavia以前开发动作游戏的经验相结合。在制作过程中，坂口曾尝试多种控制方案，例如使用两个控制器杆来操纵博格尔的行动。其游戏时间计划为30到40小时。和他的其他项目一样，坂口希望游戏能唤起玩家的情感。坂口还解释道，游戏名称“Cry On”意为“持续哭泣”、“眼泪止不住”，游戏主题便是“眼泪”，“眼泪”具有双重含义，同时指因压倒性的喜悦或深深的悲伤而流下的眼泪。在后来发布的概念预告片中，先后出现了“悲伤的泪”、“孤独的泪”、“快乐的泪”，“感动的泪”，“离别的泪”，“重逢的泪”（悲しい涙、ひとりぽっちの涙、うれしい涙、感動の涙、别れの涙、再会の涙）的字样。
游戏的视觉效果使用了卡通渲染，坂口指出这不是当时游戏中常用的卡通渲染类型。虽然它看起来像2D动画，但所有的图形都是3D的，并且使用了一种被称为“藤坂着色器”的特殊视觉过滤器，产生了运动中的写生效果。坂口也表示他非常喜欢藤坂先生的插画，认为它“在悲伤中也有着凛然的一面”。到了2007年，藤坂公彦被一位来自Artoon的艺术家，曾为《藍龍》做过概念性工作的楠木学所取代。坂口在与楠木讨论了项目并听取了他对项目的建议后，邀请楠木参与了该项目。。楠木成为角色和概念设计师后，游戏的美术发生了转变，坂口希望美术更加真实。
《Cry On》于2005年12月向公众宣布。同月发布概念预告片，详细介绍其动画风格、游戏性和主题概念。它是AQ Interactive在该年早些时候成立后宣布的几款新一代游戏之一，与Cavia的《靈彈魔女》和Artoon的《雨夜吸血鬼》并列。这也是继《蓝龙》、《失落的奧德賽》和任天堂DS游戏《远古封印之炎》之后，雾行者在2005年内宣布的第四款游戏。本作计划是在《远古封印之炎》和《失落的奧德賽》之后发行。

## 制作取消与后续
2008年12月，AQ Interactive宣布取消制作《Cry On》，表示在分析了当前的市场环境并对未来市场进行预测后后做出了这一决定。多家媒体对游戏的取消表示失望。从2005年宣布到2008年取消，几乎没有有关该游戏的任何消息，IGN的约翰·田中（John Tanaka）称其为霧件。Game Informer的凯尔·希利亚德（Kyle Hilliard）将该游戏的场景以及开发地狱的总体情况与《最后的守护者》进行了比较。在2014年的一次采访中，坂口说他没有计划恢复《Cry On》。同年，坂口通过他的YouTube频道发布了最初的概念预告片。
在2009年雾行者网站上的一篇文章中，坂口表示很遗憾不能讲述本游戏的故事。同年，加入雾行者后成为内部艺术家的藤坂也在雾行者的网站上发布了他的《Cry On》的概念图，并为游戏未能发行道歉，也表示他的美术不够精炼。当植松在2009年的一次采访中提到Cry On时，他觉得很高兴它被取消了，因为他在那个时期工作过度。坂口、藤坂和植松都将在雾行者的下一个项目——Wii平台的《夢幻終章》继续合作。坂口在2014年的手机游戏《特拉之战》中重新使用了《Cry On》的一些敌人设计。